# Goniogryllus octospinatus
Goniogryllus octospinatus är en insektsart som beskrevs av Chen, J. och Z. Zheng 1995. Goniogryllus octospinatus ingår i släktet Goniogryllus och familjen syrsor. Inga underarter finns listade i Catalogue of Life.